# کیم یونگ-ایک (جودوکار)
کیم یونگ-ایک (انگلیسی: Kim Yong-ik؛ زادهٔ ۱۷ مهٔ ۱۹۴۷) جودوکار اهل کره شمالی بود.